# ابن القم زبیدی
ابوعبدالله حسین بن علی زَبیدی شهرت‌یافته به ابن القُمِ زَبیدی (۱۱۳۵- ۱۱۸۵م) ادیب و نثرنویس و شاعر عربی یمنی در سدهٔ ششم هجری بود. نخست نزد پدرش ادبیات آموخت که خود شاعر بود. نزد فرمانروایان یمن جایگاهی یافت. اما در ۵۶۲ق ناگهان روابطش کاسته و دگرگون شد، به‌طوری که یمن را ترک کرد.فنون شعری‌اش مدح، رثا، هجو، عتاب، غزل، و شعر ادب ذکر شده‌است.